# Levotiroxin
A szintetikus levotiroxin hatása azonos a pajzsmirigy fő hormonjáéval, a tiroxinnal. A tiroxin (T4) a pajzsmirigyben termelődik jodidból és tirozinból. A T4 részleges dejodinációval trijód-tironinná (T3) és reverz trijód-tironinná (rT3) alakul át. A T3 metabolikus aktivitása mintegy tízszer erősebb, mint a T4-é, mégis a pajzsmirigy alulműködése (hypothyreosis) vagy hiánya esetén a hormonpótlás T4-gyel történik, mert ez utóbbi a periférián amúgy is T3-má alakul valamint a felezési ideje sokkal lassabb (~7 nap) mint a T3-é (~24 h) és így a megfelelő dózis beállítása T4-gyel könnyebb.
A sejtmagban, a mitokondriumokban és a mikroszómákban receptorokhoz kötődve a T3 és a T4 befolyásolják az oxigénfogyasztást, a növekedést, a hőtermelést, a lipidek, proteinek, szénhidrátok, ásványi anyagok, nukleinsavak, vitaminok és más hormonok metabolizmusát. Továbbá lényeges szerepet játszanak a központi idegrendszer és a csontváz fejlődésében.

## Készítmények
- L-Thyroxin (Henning)
- Letrox  (Berlin-Chemie)
- Euthyrox  (Merck/Merck Serono)
- LEVOTHYROXINE SODIUM (levothyroxine sodium anhydrous) injekció, por, liofilizált, oldatos injekcióhoz [Fresenius Kabi USA, LLC][1]